# Firmin Ngrébada
Firmin Ngrébada (Bangui, 24 de maio de 1968) é um político da República Centro-Africana e o atual primeiro-ministro, desde fevereiro de 2019. Esta nomeação seguiu a assinatura de um acordo de paz entre as autoridades e os grupos armados.

## Biografia
Firmin Ngrebada formou-se em Direito, em 1988, depois obteve o mestrado em direito público, em 1994, na Universidade de Bangui. Ele ingressou no serviço público em outubro de 1993, na inspeção do direito social e do trabalho.
Casado com uma prima de Faustin-Archange Touadéra, presidente da República Centro-Africana, ele começou a se tornar seu vice-chefe de gabinete quando era primeiro-ministro de François Bozizé, de 2008 a 2013. Ele se exilou em 2013, quando Séléka assumiu o poder, depois retornou ao país, em 2014. Ele faz parte do partido político Movimento Corações Unidos (MCU), próximo ao presidente Touadera, o qual ele foi chefe de gabinete. Ele participou do círculo de Touadéra novamente, na campanha presidencial de 2016. Ele também foi notadamente o chefe da delegação que conduziu as negociações com os grupos armados rebeldes, que levou ao 13º acordo de paz da República Centro-Africana, assinado em 02 de fevereiro de 2019.